# 西新街道
西新街道，是中华人民共和国广东省潮州市湘桥区下辖的一个乡镇级行政单位。2021年3月，撤销南春街道、西新街道，合并设立新的西新街道。

## 行政区划
西新街道下辖以下地区：
新桥社区、新合社区、西新社区和布梳街社区。